# Richard Stallman
Richard Matthew Stallman (* 16. března 1953, Manhattan, New York) (známý též pod iniciálami RMS) je americký programátor a zakladatel hnutí svobodného softwaru, projektu GNU a v říjnu 1985 také Free Software Foundation. Je také spoluzakladatel League for Programming Freedom.
Stallman byl průkopníkem koncepce tzv. copyleftu, jehož princip uplatnil v široce užívané softwarové licenci GNU General Public License (GPL) (a později též GFDL). Prosazuje, aby byl software distribuován takovým způsobem, aby jeho uživatelé získali svobodu tento software používat, studovat, šířit a upravovat. Software, který tyto svobody zajišťuje, se označuje jako svobodný software.
Stallman spustil projekt GNU v září 1983, aby vytvořil počítačový Unix-Like operační systém, který by se skládal výhradně ze svobodného softwaru. Tím také zahájil hnutí za svobodný software. Byl hlavním architektem a organizátorem projektu GNU a vytvořil řadu široce používaného softwaru GNU, mimo jiné kolekci překladačů GNU (GCC), GNU Debugger (GDB) a textový editor GNU Emacs. V říjnu 1985 založil Free Software Foundation (FSF).
V roce 1989 spoluzaložil League for Programming Freedom. Od poloviny 90. let Stallman většinu svého času věnuje obhajobě svobodného softwaru a také kampani proti softwarovým patentům, správě digitálních práv (kterou označuje jako správu digitálních omezení, protože tento běžnější termín označuje za zavádějící) a dalším právním a technickým systémům, které podle něj berou uživatelům svobodu. Patří sem End User License Agreement (EULA), dohody o mlčenlivosti, aktivační klíče, hardwarové klíče, ochrana proti kopírování, proprietární formáty a binární spustitelné soubory bez zdrojového kódu.
V září 2019 Stallman rezignoval na funkci prezidenta FSF a opustil MIT poté, co se kontroverzně vyjádřil ke skandálu Jeffreyho Epsteina. Stallman nicméně zůstal v čele projektu GNU a v roce 2021 se vrátil do správní rady FSF.

## Biografie

### Rané období
Poté, co si dodělal maturitu na střední škole, byl najmut firmou IBM New York Scientific Center a během toho léta u nich napsal svůj první program – preprocesor pro programovací jazyk PL/I na IBM 360.
Během tohoto období byl Stallman dobrovolným laboratorním asistentem v oddělení biologie na Rockefellerově univerzitě. Přestože se rozhodl dále studovat matematiku nebo fyziku, jeho profesor biologie se domníval, že by měl zůstat u biologie.
V červnu 1971 se Stallman jako prvák na Harvardově univerzitě stal programátorem v AI Laboratory na MIT. Stal se také stálým členem hackerské komunity, kde byl znám pod iniciálami „RMS“. V prvním vydání Hackerského slovníku napsal „‚Richard Stallman‘ je mé světské jméno, můžete mi však říkat ‚rms‘.“ Stallman promoval jako bakalář fyziky v roce 1974.